# Примарний вершник 2
«Примарний вершник: Дух помсти» (англ. Ghost Rider: Spirit of Vengeance), також відомий як «Примарний вершник 2» — американський супергеройський фільм 2011 року, продовження фільму «Примарний вершник» (2007). Сюжет фільму базується на персонажі-антигерої Marvel Comics — примарному вершникові Джонні Блейзу.
У широкий кінопрокат у США фільм вийшов 17 лютого 2012 року. В Україні фільм вийшов у прокат 23 лютого 2012 року, проте з дублюванням російською та українськими субтитрами. Українською мовою вперше фільм було озвучено 2012 року студією «Так Треба Продакшн» на замовлення телеканалу ICTV.

## Сюжет
Дія розгортається на задвірках Східної Європи, де головний герой Джонні Блейз без успіху намагається впоратися зі своїм прокляттям. Його приймає на роботу якась секта, яка намагається роздобути диявола в той момент, коли він намагається вселитися в тіло його смертного сина у день народження хлопчика.

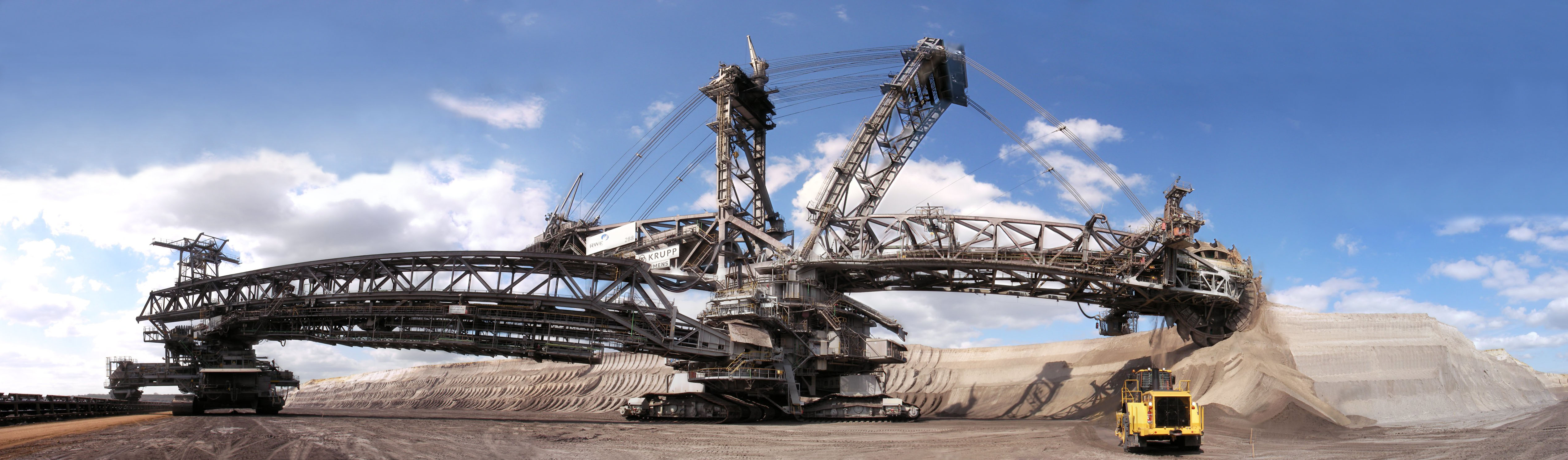
У фільмі використовується особливий транспортний засіб: Bagger 288, найбільший із наземних транспортних засобів у світі з 1978 до 1995.

## У ролях
- Ніколас Кейдж — Примарний вершник, Джонні Блейз
- Джонні Вітуорт — Карріган, Блекаут
- Кіаран Хайндс — Рорк
- Віоланте Плачідо — Надя
- Ідріс Ельба — Моро
- Фергус Ріордан —  Денні Кетч
- Крістофер Ламберт — Мефодій
- Ентоні Гед — Бенедикт
- Яцек Коман — Тероков
- Вінсент Реган — Тома Нікасевич

## Українське багатоголосе закадрове озвучення
Українською мовою фільм озвучено студією «Так Треба Продакшн» на замовлення телекомпанії ICTV у 2012 році. Ролі озвучували: Анатолій Пашнін, Олег Стальчук, Володимир Терещук і Олена Бліннікова.

## Фільмування
Зйомки фільму почалися в листопаді 2010 року і проходили в Румунії у містах Бухарест, Сібіу, Ровінарі й Хунедоарі, на озері Відрару.

## Відгуки кінокритиків
Оглядачі негативно оцінили фільм. Фільм має 17 % рейтинг на Rotten Tomatoes базований на 103 оглядах із загальним висновком: «Зі слабким сценарієм, нерівною комп'ютерною графікою і настільки передбачуваною поведінкою Ніколаса Кейджа, що це більше не доставляє задоволення, Примарний вершник 2 мав бути паскудно розважальним, але вийшов як просте паскудство». На Metacritic фільм має 32 бали зі 100 на основі 20 оглядів.